# Алиса де Монфор

Графство Бигорр на карте Гаскони

Алиса де Монфор (фр. Alix de Montfort) (1217/1220 — 1255) — графиня Бигорра с 1251. Дочь Ги де Монфора, графа Бигорра и виконта Марсана, и Петрониллы де Комменж.
Отец погиб в 1220 году при осаде Кастельнодари, и опекунство над Алисой взял на себя её дядя — Амори VI де Монфор.
В 1227 году мать снова (в пятый раз) вышла замуж — за Бозона де Мата-Шабанэ. У них родилась дочь Мата. Чтобы закрепить семейные связи, Амори VI де Монфор в 1230 году дал согласие на брак Алисы с Журденом Эскива, сеньором де Шабанэ, родственником её отчима. Была достигнута договорённость, что ей достанется Бигорр, а Мате — виконтство Марсан.
Овдовев в очередной раз, Петронилла де Комменж передала управление Бигором своему деверю Симону V де Монфору и удалилась в монастырь Эскаладьё. Симон де Монфор воспринял передачу как дар, в чём и попытался убедить Аликс - свою племянницу. Но ей с помощью второго мужа удалось установить свою власть в Бигоре (в 1251 году). Однако вскоре после этого она умерла.
Семья.
Первый муж (1230) — Журден Эскиват III, сеньор де Шабанэ и де Конфлан. Дети:
- Эскиват IV (ум. 1283), граф Бигора
- Журден, ум. до 1283
- Лора де Шабанэ (ум. 1316), графиня Бигора.

Второй муж (1247) — Рауль де Куртене (ум. 1271), граф Кьети.